# Acmaeodera delumbis
Acmaeodera delumbis är en skalbaggsart som beskrevs av Horn 1894. Acmaeodera delumbis ingår i släktet Acmaeodera och familjen praktbaggar. Inga underarter finns listade i Catalogue of Life.